# Son of Dork
Son of Dork var ett brittiskt poppunkband som startades 2005 av James Bourne efter att hans tidigare band Busted splittrades i januari 2005.
Deras debutsingel "Ticket Outta Loserville", som Bourne skrev två veckor efter att Busted hade lagts ner kom på tredje plats på UK Singles Chart. Senare släppte de singeln "Eddie's Song", som kom på tionde plats på samma lista.
De spelade in en låt för filmen Alien Autopsy, med Ant & Dec, som heter "We're Not Alone". Den skulle egentligen bli Son of Dorks tredje singel och förhoppningsvis en dubbelsingel med låten "Sick", men den blev struken av okänd anledning.
Son of Dork deltog under februari 2007 på Get Happy Tour, sin första stora turné i Storbritannien tillsammans med Bowling for Soup, Wheatus och Army of Freshmen.
Man hade tänkt att de skulle släppa sitt andra album, Light Out, men då flera av medlemmarna hoppat av lades bandet ner.

## Medlemmar
- James Bourne – sång, gitarr
- Danny Hall – trummor
- Chris Leonard – gitarr
- Dave Williams – gitarr
- Steve Rushton – basgitarr, sång

## Diskografi
Album
- Welcome to Loserville (2006)

Singlar
- "Ticket Outta Loserville" (2006) (#3 på UK Singles Chart)
- "Eddie's Song" (2006) (UK #10)